# Amaret Chalhoub
Pour les articles homonymes, voir Chalhoub.
Amaret Chalhoub (arabe : عمارة شلهوب) ) est un village libanais situé dans le caza du Metn au Mont-Liban au Liban. La population est presque exclusivement chrétienne.